# Athyrium shiibaense
Athyrium shiibaense är en majbräkenväxtart som först beskrevs av Shunsuke Serizawa och som fick sitt nu gällande namn av Nakaike. 
Athyrium shiibaense ingår i släktet Athyrium och familjen Athyriaceae. Inga underarter finns listade i Catalogue of Life.